# Десять математических формул, изменивших облик Земли (серия марок)
Де́сять математи́ческих фо́рмул, измени́вших о́блик Земли́ (англ. The ten mathematical formulas that changed the face of the earth, исп. Las 10 formulas matematicas que cambiaron la faz de la Tierra) — однолетняя тематическая серия почтовых марок Никарагуа, выпущенная 15 мая 1971 года и посвящённая десяти наиболее важным, по мнению авторов серии, математическим формулам, изменившим облик Земли.
Авторами рисунков марок являются художники британской полиграфической фирмы Де ла Рю (англ. De La Rue).
Это однолетняя фиксированная серия, признаваемая всеми каталогами почтовых марок, её описавшими.

## Паспорт серии
Паспорт серии почтовых марок, то есть такое её описание, по которому можно определить, принадлежит ли конкретная марка серии или нет, состоит из содержания и шаблона.
1. Содержание серии. Содержание серии определяется памятным текстом внизу марок: «Десять математических формул, изменивших облик Земли» (исп. Las 10 formulas matematicas que cambiaron la faz de la Tierra).
2. Шаблон серии. Шаблон серии определяет характерные черты формы марок серии и их рисунка, отличающие их от остальных марок. Марки отличаются только многоцветным рисунком, текстом и подписью формулы, номиналом и текстом на обороте.
1) Формат марки. Марка прямоугольная среднего горизонтального формата с размером 49 × 32 мм, размер рисунка 46 × 29 мм
2) Рисунок. Рисунок разбит на две части:
- слева треть марки занимает одинаковый для всех марок синий рисунок;
- справа две трети маркт занимает многоцветный рисунок, для каждой марки свой.

3) Номинал. Номинал напечатан в левом нижнем углу рисунка.
4) Надписи. Одинаковые надписи:
- внизу памятный текст (исп. Las 10 formulas matematicas que cambiaron la faz de la Tierra);
- слева вертикальная надпись (исп. NICARAGUA);
- справа вертикальная надпись (исп. DE LA RUE).

Разные надписи:
- на левой части рисунка вверху — формула и название (кроме первой марки) закона (исп. LEY DE …);
- на левой части рисунка внизу — вид почты (обычная (исп. CORREO) и авиа (исп. AEREO)) и номинал (в кордобах (исп. CORDOBA) и сентаво (исп. CENTAVOS));
- на обороте марки — текст с описанием закона.

3. Общие характеристики серии.
1) Количество марок. Серия «Десять математических формул, изменивших облик Земли» состоит из 10 перфорированных марок.
2) Художники. Авторы рисунков марок — художники британской полиграфической фирмы Де ла Рю (англ. De La Rue).
3) Дата выхода. Вся серия вышла 15 мая 1971 года.
4) Первая марка. Первый номер серии по каталогу «Михель», то есть минимальный номер серии: 1613.
5) Печать: офсетная.
6) Зубцовка: гребенчатая 13.

## Названия серии
Стандартных названий серий и выпусков почтовых марок не существует. В каждом каталоге почтовых марок используются свои собственные названия серий. Иногда они совпадают друг с другом. Название серий передаёт взгляд каталога и страны, где выпущен каталог, на причину выпуска и тематику почтовых марок.
| Название на марке | «Скотт»                                                                                               | «Михель»                                                                                          | «Стэнли Гиббонс» | «Ивер и Телье» |
| 10 математических формул, изменивших облик Земли (исп. Las 10 formulas matematicas que cambiaron la faz de la Tierra) | Математические уравнения, которые изменили мир (англ. Mathematical equations which changed the world) | Физические законы и математические формулы (нем. Physikalische Gesetze und mathematische Formeln) | Научные формулы. «Десять математических уравнений, изменивших облик Земли» (англ. Scientific Formulae. “The Ten Mathematical Equations that changed the Face of the Earth”) | Десять математических уравнений изменили облик мира (фр. Dix équations mathématiques ont changé la face du monde. Sujets divers) |

## Описание марок
Левая треть лицевой стороны марок занята рисунком синего цвета, одинакового на всех марках серии. На нём изображены армиллярная сфера, циркуль, песочные часы, гусиное перо и свиток. На обороте каждой марки приведён текст, описывающий значение формулы, которой она посвящена. Приведенные на марках формулы, основные рисунки в правой части лицевой стороны и текст на обороте для каждой из марок описаны в следующей таблице.
| № марки | Номинал | Формула на марке                                                                            | Описание основного рисунка | Текст на обороте |
| ------- | ------- | ------------------------------------------------------------------------------------------- | --- | --- |
| 1       | 10c     | {\displaystyle 1+1=2}                                                                       | Рисунок стилизован под древнеегипетский. Египтянка, считающая на пальцах {\displaystyle 1+1} и две птицы(?) на фоне человеческого мозга                  | (Первобытный человек). Как бы ни элементарно это уравнение, оно имело огромные последствия для первобытного человека, потому что составляет основу счёта. Без понимания чисел люди могли торговать только самым элементарным образом; у них не было точного представления ни о количестве овец или коров, которыми они владели, ни о количестве людей в племени. Открытие счета напрямую привело к быстрому развитию торговли, а затем и к важной науке о мерах (исп. (Hombre Primitivo). Elementalmente como es, esta ecuación tuvo consecuencias inmensas para el hombre primitivo porque forma la base de contar. Sin el entendimiento de números la gente solamente podría traficar en términos más rudimentarios; no tenían una tarja exacta del número de ovejas ó vacas que poseían ni cuantos hombres había en su țribu. El descubrimiento de contar condujo directamente al desarrollo rápido del comercio y más tarde a la importante ciencia de medidas) |
| 2       | 15c     | {\displaystyle f={\frac {Gm_{1}m_{2}}{r^{2}}}}                                              | Спиральная галактика, Сатурн и другие планеты на фоне контура разрезанного пополам яблока                                                                | Сэр Исаак Ньютон, 1642—1727. До Ньютона люди очень плохо представляли, какая сила удерживает планеты на их орбитах вокруг Солнца или Луну вокруг Земли, — или даже что мешает людям улететь с поверхности земли в космос. Ньютон доказал, что все тела притягиваются друг к другу гравитационным взаимодействием. Однако приведённое уравнение показывает, что это взаимодействие зависит от масс тел; при этом притяжение малых объектов незаметно, потому что их гравитационное взаимодействие очень слабо (исп. Sir Isaak Newton, 1642—1727. Antes del tiempo de Newton, la gente tenía muy poca idea qué fuerza mantenía a los planetas en sus órbitas alrededor del Sol, ó de la Luna alrededor de la Tierra – ó aún, qué detenía a los seres humanos de volar de la superficie de la tierra hacia el espacio. Newton demostró que todos los cuerpos se atraen uno al otro por la fuerza de gravedad. Esta ecuación revela, sin embargo, que la fuerza depende de las masas de los cuerpos; no se notan los objetos pequeños cada día porque son muy débiles) |
| 3       | 20c     | {\displaystyle E=mc^{2}}                                                                    | Условное изображение атома бериллия (4 протона, 5 нейтронов и 4 электрона) на фоне ядерного гриба                                                        | Альберт Эйнштейн, 1879—1955. Это уравнение лежит в основе нашего ядерного века. Оно просто говорит, что небольшое количество вещества может быть преобразовано в большое количество энергии. Впечатляющая и жёстокая форма этой свободной ядерной энергии — атомные и водородные бомбы. Но человек также приручил ядерное деление в ядерных реакторах для обеспечения теплом и выработки электроэнергии для домов и заводов (исп. Albert Einstein, 1879—1955. Esta ecuación reside en la raíz de nuestra edad nuclear. Dice, simplemente, que una cantidad pequeña de materia puede ser convertida en una cantidad grande de energía. Vemos esta energía nuclear suelta en una forma espectacular y violenta en las bombas atómica é hidrógena. Pero el hombre también ha domado la llamada fisión nuclear en la forma de reactores nucleares para suplir calor y generar electricidad para nuestros hogares y fábricas) |
| 4       | 1C$     | {\displaystyle V=V_{e}\ln {\frac {m_{0}}{m_{1}}}}                                           | Старт американской сверхтяжёлой ракеты-носителя Сатурн-5 и краешек Земли на фоне спускаемого аппарата космического корабля «Меркурий» с двумя парашютами | Константин Циолковский, 1857—1935. Это основное уравнение космических технологий определяет скорость ракеты по массе сжигаемого топлива, которое она несёт. Это уравнение получено непосредственно из одного из трёх великих законов движения сэра Исаака Ньютона. Без него запуск космических кораблей на Луну и планеты или на орбиту Земли был бы невозможен; но оно также сделало возможным ведение войны с помощью управляемых ракет. (исп. Konstantin Tsiolkovskii, 1857—1935. Una parte básica de la tecnología espacial, esta ecuación dá el cambio de velocidad de una nave cuando quema el peso del combustible que está llevando. La ecuación se deriva directamente de una de las tres grandes leyes de movimiento de Sir Isaac Newton. Sin ella, lanzar naves espaciales a la Luna y planetas ú orbitar la Tierra sería imposible; pero también ha hecho practicable hacer la guerra con cohetes dirigidos) |
| 5       | 2C$     | {\displaystyle \nabla ^{2}E={\frac {K\mu }{c^{2}}}{\frac {\partial ^{2}E}{\partial t^{2}}}} | Вышка электросвязи на фоне контура экрана телевизора и условного концентрического распространения радиоволн от излучающей антенны вышки                  | Джеймс Клерк Максвелл, 1831—1879. Столетие назад этот шотландский физик открыл четыре знаменитых уравнения, обобщающих знания человека об электричестве и магнетизме. Из этих уравнений он получил предъявленное уравнение и ещё одно, предсказав возможность радиоволн. Максвеллу мы обязаны звуковым и телевизионным вещанием; и дальней и радиолокационной связью на суше, на море и в космосе. Свет, рентгеновские лучи и другое электромагнитное излучение также определяются этими фундаментальными уравнениями. (исп. James Clerk Maxwell, 1831—1879. Hace un siglo este fisico escocés descubrió cuatro famosas ecuaciones resumiendo el conocimiento del hombre de la electricidad y magnetismo. De ellos él obtuvo esta ecuación y otra prediciendo las posibilidades de ondas de radio. A Maxwell le debemos todo nuestro sonido y radiofusión TV; y nuestras comunicaciones de larga distancia y radar en tierra, en el mar y en el espacio. Luz, rayos X y otras radiaciones electromagnéticas son también gobernadas por esta ecuación fundamental) |
| 6       | 25c     | {\displaystyle e^{\ln N}=N}                                                                 | Секстант на фоне холмов и звёздного неба с созвездием Большой Медведицы                                                                                  | Джон Непер, 1550—1617. Изобретением логарифмов Непер подарил миру мощную арифметическую стенографию. Она позволяет производить умножение или деление чисел простым сложением или вычитанием их логарифмов, что означает быстрое выполнение этих и других сложных операции с числами, содержащими множество цифр. Влияние логарифма в таких областях, как астрономия и навигация, огромно и сопоставимо с современной компьютерной революцией (исп. John Napier, 1550—1617. Con la invención de logarítmos, Napier dió al mundo una taquigraffa poderosa de aritmética. Permitió a los hombres hacer multiplicación ó división simplemente al sumar ó restar los logarítmos de números y significa que ellos podrían llevar a cabo éstos y más operaciones complicadas y rápidas de números conteniendo muchas cifras. El impacto del logarismo en campos como astronomía y navegación son enormes y comparables con la computadora revolucionaria de hoy.) |
| 7       | 30c     | {\displaystyle A^{2}+B^{2}=C^{2}}                                                           | Циркуль на фоне Парфенона и его плана | Пифагор, 570—497/6 до н. э. Несомненно, самая известная и часто используемая теорема в геометрии — это теорема Пифагора, которая связывает длины трёх сторон a, b, c прямоугольного треугольника. Она впервые дала возможность вычислять долготы косвенными способами, что позволило человеку проводить геодезические съёмки и составлять карты. Древние греки использовали её для измерения расстояний между судами в море, высоты зданий и т. д.; сегодня математики и другие учёные постоянно используют её для разработки всевозможных теорий. (исп. Pytágoras, 570—497/6 BC. El más extenso y usado teorema en geometría es indudablemente el de Pytágoras que se refiere a las longitudes de tres lados, a, b y c, de un triángulo de ángulo recto. Proveyó por primera vez un medio de computar longitudes por medios indirectos permitiendo al hombre hacer la agrimensura y mapas. Los griegos antiguos lo usarón para medir las distancias de embarcaciones en el mar, las alturas de edificios y otras cosas; hoy los científicos y matemáticos constantemente lo usan para desarrollar todas clases de teorías) |
| 8       | 40c     | {\displaystyle S=k\log W}                                                                   | 4-такта двигателя внутреннего сгорания на фоне кипящей жидкости                                                                                          | Людвиг Больцман, 1844—1906. Уравнение Больцмана показало, что поведение газов определяется постоянным движением атомов и молекул. Уравнение имеет большое значение, поскольку применяется там, где газы играют важную роль: во всех машинах, приводимых в движение паром или двигателем внутреннего сгорания; в бесчисленных реакциях между газами, используемыми химиками для производства современных лекарств, пластмасс или других веществ; в понимании времени; и даже в объяснении бурных процессов на Солнце, звёздах и в далеких галактиках. (исп. Ludwig Boltzmann, 1844—1906. Las ecuaclones de Boltzmann reveló como el comportamiento de gases dependía del movimiento constante de átomos y moléculas. Su gran importancia reside en su aplicación donde los gases juegan un papel importante: en todas las máquinas impulsadas por vapor ó combustión interno; en las incontables reacciones entre gases usados por químicos para hacer drogas modernas, plásticos ú otras sustancias; en comprender el tiempo; y aún en explicar los procesos violentos del sol, estrellas y galaxias distantes) |
| 9       | 1C$     | {\displaystyle \lambda ={}^{h}\!/_{mv}}                                                     | Электронный микроскоп | Луи Де Бройль, родился в 1892. Свет как форма энергии может вести себя подобно как частицам, похожим на отдельные пули, так и непрерывные волнам; де Бройль открыл обратное: элементарные частицы, из которых состоит материя, также обладают свойствами, подобными волне. Уравнение де Бройля оказало огромное влияние на физику, приведя к современной оптике и электронным компонентам, – например, транзисторам, – которые нашли широкое применение в радио, телевидении, компьютерах, космических кораблях, вооружении и других областях. Также благодаря этому уравнению учёные получили мощный электронный микроскоп. (исп. Louis de Broglie, nacido en 1892. Luz, una forma de energía, puede comportarse tanto como partículas con semejanza a una bala y como ondas continuas; de Broglie descubrió el converso; que las partículas elementales de las cuales está compuesta la materia, tambuén tienen propiedades con semejanza a una onda. Su ecuación ha tenido efectos de grandes proporciones sobre la física, conduciéndonos a la óptica moderna y a los componentes electrónicos – transistores por ejemplo – con grandes aplicaciones en radio, TV, computadores, naves espaciales, armas militares y otras cosas. También provee a los científicos con el poderoso microscopio electrónico) |
| 10      | 2C$     | {\displaystyle F_{1}x_{1}=F_{2}x_{2}}                                                       | Равноплечные весы и механическая заливка расплавленного металла из разливочного ковша в изложницу                                                        | Архимед, 287—212 до н. э. Архимед сказал: «Дайте мне точку опоры, и я переверну Землю». Простое уравнение рычага лежит в основе любого изобретения, будь то просто штанга, самая совершенная шестерня или кран. Рычаг входит в состав любой машины и любой конструкции, от мостов до зданий. Все гайки и болты основаны на этом принципе. Тормоза на автомобилях, весы, дверные ручки, большинство инструментов – это разновидности рычагов. (исп. Arquímedes, 287—212 BC. Arquímedes dijo: «dadme un lugar para pararme y moveré el mundo». La simple ecuación de la palanca es la base de toda ingenería, sea con una barra meramente, ó con el engranaje más avanzado ó grúa. Entra en el diseño de toda máquina y toda estructura desde puentes hasta edificios. Toda tuerca y perno reviste el principio. Los breques en nuestros carros, balanzas, asideros de puertas, la mayoría de las herramientas – son variedades de la palanca) |

## Нумерация и названия марок
Многие каталоги почтовых марок имеют свои собственные оригинальные и даже запатентованные системы нумераций (например, система нумерации каталога «Скотт» защищена авторским правом). В этот раздел включена таблица, в которой каталожные номера марок серии «Десять математических формул, изменивших облик Земли» взяты из четырёх разных систем нумерации. Это фиксированная однолетняя серия с одной датой выпуска.
Таблица состоит из семи столбцов, которые озаглавлены следующим образом.
- №. Номер марки серии «Десять математических формул, изменивших облик Земли» по порядку. Порядок марок соответствует нумерации «каталога Михель»[7].
- Название марки. Название марки на русском языке.
- Номинал. Номинал марки в сентаво (c) и кордобах (C$)[7].
- Scott. Американский каталог «Скотт». Тип рисунка находится после номера марки, которой он проиллюстрирован[8].
- Michel. Немецкий каталог «Михель». После номеров марок показаны их буквенные коды. Иллюстрации всех марок присутствуют в каталоге[7].
- SG. Английский каталог «Стэнли Гиббонс». Тип рисунка находится после номера марки, которой он проиллюстрирован[9].
- Yvert. Французский каталог «Ивер и Телье». Полужирным выделены номера тех двух марок, которыми проиллюстрирован каталог[10].

| №  | Название на марке | Номинал | Scott | Michel                                                                           | SG                                                                                  | Yvert                                                                                              |
| 1  | {\displaystyle 1+1=2} | 10c     | # 877 A88. Египтянка, использующая пальцы для счёта (англ. Egyptian Using Fingers to Count)                                                | Nr. 1613 acm. Египтянка, мозг (нем. Ägypter, Hirn)                               | No. 1763 266. Основное математическое уравнение (англ. Basic Mathematical Equation) | no 907. {\displaystyle 1+1=2}                                                                      |
| 2  | {\displaystyle f={\frac {Gm_{1}m_{2}}{r^{2}}}.} Закон Ньютона (исп. Ley de Newton)                                                 | 15c     | # 878. Закон Ньютона (гравитация) (англ. Newton's law (gravity))                                                                           | Nr. 1614 acn. И. Ньютон (1642—1727) (нем. I. Newton (1642—1727))                 | No. 1764. Закон Ньютона (англ. Newton's Law)                                        | no 908. Законы гравитации, Ньютон (фр. Lois de la gravitation, Newton)                             |
| 3  | {\displaystyle E=mc^{2}.} Закон Эйнштейна (исп. Ley de Einstein)                                                                   | 20c     | # 879. Теория Эйнштейна (относительность) (англ. Einstein's theory (relativity))                                                           | Nr. 1615 aco. Альберт Эйнштейн (1879—1955) (нем. Albert Einstein (1879—1955))    | No. 1765. Закон Эйнштейна (англ. Einstein's Law)                                    | no 909. Закон относительности, Эйнштейн (фр. Loi de la relativité, Einstein)                       |
| 4  | {\displaystyle V=V_{e}\ln {\frac {m_{0}}{m_{1}}}.} Закон Циолковского (исп. Ley de Tsiolkovskii)                                   | 1C$     | # 880. Закон Циолковского (скорость ракет) (англ. Tsiolkovski's law (speed of rockets))                                                    | Nr. 1616 acp. К. Циолковский (1857—1935) (нем. K. Ziolkowski (1857—1935))        | No. 1766. Закон Циолковского (англ. Tsiolkovsky's Law)                              | no 910. Закон Циолковского (фр. Loi de Tsiolkovski)                                                |
| 5  | {\displaystyle \nabla ^{2}E={\frac {K\mu }{c^{2}}}{\frac {\partial ^{2}E}{\partial t^{2}}}.} Закон Максвелла (исп. Ley de Maxwell) | 2C$     | # 881. Закон Максвелла (электромагнетизм) (англ. Maxwell's law (electromagnetism))                                                         | Nr. 1617 acr. Дж. К. Максвелл (1831—1879) (нем. J. S. Maxwell (1831—1879))       | No. 1767. Закон Максвелла (англ. Maxwell's Law)                                     | no 911. Закон Максвелла (фр. Loi de Maxwel)                                                        |
| 6  | {\displaystyle e^{\ln N}=N.} Закон Непера (исп. Ley de Napier)                                                                     | 25c     | # C761. Закон Непера (логарифмы) (англ. Napier's law (logarithms))                                                                         | Nr. 1618 acs. Дж. Непер (1550—1617) (нем. J. Napier (1550—1617))                 | No. 1768. Закон Непера (англ. Napier's Law)                                         | no Aer 715. Логарифмы Непера (фр. Logarithmes-Napier)                                              |
| 7  | {\displaystyle A^{2}+B^{2}=C^{2}.} Закон Пифагора (исп. Ley de Pytágoras)                                                          | 30c     | # C762. Теорема Пифагора (длина сторон прямоугольного треугольника) (англ. Pythagorean theorem (length of sides of right-angled triangle)) | Nr. 1619 act. Пифагор (570—497/6 до н. э.) (нем. Pythagoras (570—497/6 v. Chr.)) | No. 1769. Закон Пифагора (англ. Pythagoras' Law)                                    | no Aer 716. Теорема Пифагора (фр. Théorème de Pythagore)                                           |
| 8  | {\displaystyle S=k\log W.} Закон Больцмана (исп. Ley de Boltzmann)                                                                 | 40c     | # C763. Уравнение Больцмана (движение газов) (англ. Boltzman's equation (movement of gases))                                               | Nr. 1620 acu. Л. Больцман (1844—1906) (нем. L. Boltzmann (1844—1906))            | No. 1770. Закон Пифагора (англ. Boltzmann's Law)                                    | no Aer 717. Кинетическая теория газов Больцмана (фр. Théorie cinétique des gaz de Boltzman)        |
| 9  | {\displaystyle \lambda ={}^{h}\!/_{mv}.} Закон де Бройля (исп. Ley de de Broglie)                                                  | 1C$     | # C764. Закон де Бройля (движение частиц вещества) (англ. Broglie's law (motion of particles of matter))                                   | Nr. 1621 acv. Луи де Бройль (около 1892) (нем. Louis de Broglie (um 1892))       | No. 1771. Закон де Бройля (англ. Broglie's Law)                                     | no Aer 718. Закон волновой механики де Бройля (фр. Loi de De Broglie sur la mécanique ondulatoire) |
| 10 | {\displaystyle F_{1}x_{1}=F_{2}x_{2}.} Закон Архимеда (исп. Ley de Arquímedes)                                                     | 2C$     | # C765. Принцип Архимеда (перемещение массы) (англ. Archimedes' principle (displacement of mass))                                          | Nr. 1622 acw. Архимед (287—212 до н. э.) (нем. Archimedes (287—212 v. Chr.))     | No. 1772. Закон Архимеда (англ. Archimedes' Law)                                    | no Aer 719. Принцип рычага, Архимед (фр. Principe du levier, Archimède)                            |